# Jean-Pierre Pernaut
« Pernaut » redirige ici. Pour les autres significations, voir Pernaut (homonymie).
« Pernaut » redirige ici. Pour les articles homophones, voir Pernod et Pernot.
Ne doit pas être confondu avec Pernoud ou Jean-Pierre Pernot.
Jean-Pierre Pernaut , né le 8 avril 1950 à Amiens (Somme) et mort le 2 mars 2022 à Paris 15e, est un journaliste et présentateur de télévision français.
Journaliste sur les antennes du groupe TF1 à partir de 1975, il est notamment connu pour avoir présenté le Journal de 13 heures pendant 32 ans, de 1988 à 2020 et aussi d'autres émissions, toujours sur TF1 notamment dans Combien ça coûte ? entre 1991 et 2010.
Fréquemment décrit comme un « amoureux des régions », il va, en devenant responsable du journal de la mi-journée de TF1, choisir de réorienter le programme en proposant une ligne éditoriale plus locale et en se dotant de correspondants en régions. Ce choix, novateur à l'époque, s'avère payant, faisant du Journal de 13 heures de TF1 l'édition de journal télévisé la plus regardée sur ce créneau horaire, en dépit de plusieurs accusations de populisme visant la hiérarchisation et la personnification de l'information.
En parallèle, il fait des apparitions dans plusieurs films, généralement pour jouer son propre rôle. Passionné de sport, il participe à de nombreuses compétitions automobiles.
Après son départ du Journal de 13 heures, il anime la chaîne numérique Jean-Pierre Pernaut TV et une émission hebdomadaire diffusée sur LCI, Jean-Pierre et vous.

## Biographie

### Famille
Jean-Pierre Pernaut passe son enfance près d'Amiens à Quevauvillers, où sa mère Françoise Pillot, est pharmacienne, tandis que son père, Jean-Paul, centralien, est directeur d'une usine de machines-outils à Amiens.
En octobre 2016, sa mère décède à 101 ans. Son frère aîné, Jean-François, 74 ans, médecin, meurt des suites d'un cancer du foie le mois suivant.

### Études
Il fait ses études à la cité scolaire et à l'école privée Saint-Martin d'Amiens.

### Vie privée et familiale

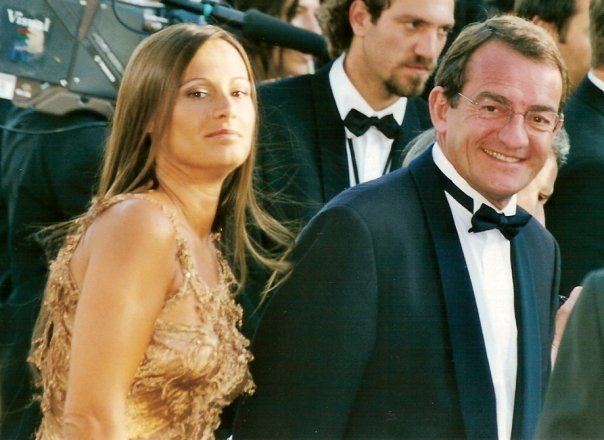
Jean-Pierre Pernaut avec Nathalie Marquay, son épouse depuis 2007.

Il se marie en 1983 à Dominique Bonnet, rencontrée en 1970, avec laquelle il a accueilli leur fille aînée, Julia, 5 ans plus tôt en 1978, ainsi que leur fils Olivier en 1981.
À la suite de leur séparation au début des années 2000, il épouse en secondes noces, le 23 juin 2007, Nathalie Marquay, Miss France 1987, comédienne et animatrice de télévision, qu’il rencontre le soir du 8 décembre 2001 lors de l'élection de Miss France 2002, à la salle de la Filature à Mulhouse, alors qu'il était assis à côté d'elle dans le public.
De leur union naissent deux enfants, Lou en 2002 et Tom en 2003. Ils vivent à Louveciennes, dans les Yvelines.

### Maladie et mort
En 2018, il est atteint d’un cancer de la prostate, qui le contraint à s’absenter du journal télévisé de TF1.
En novembre 2021, son épouse annonce qu’il est à nouveau touché par la maladie, cette fois aux poumons. Le même jour, Jean-Pierre Pernaut fait une déclaration sur son compte Twitter où il confirme son cancer des poumons : « […] J'ai appris cette maladie au mois de mai dernier. J'ai subi une première opération début juillet. Un traitement qui continue depuis quelques semaines. […] Et si j'en parle, d'abord parce qu'il ne faut pas avoir peur du cancer. J'en ai déjà eu un de la prostate, vous le savez. J'en ai parlé pour améliorer la prévention. Même chose pour le poumon. J'ai cru que cela ne pouvait arriver qu'aux autres. Pendant des années et des années on m'a dit d'arrêter de fumer. Je n’y ai pas cru, mais j'aurais dû arrêter. Voilà, je vous tiendrai au courant, tout va bien pour l'instant. ».
Il est admis, en février 2022, à l'hôpital européen Georges-Pompidou à Paris, à la suite de plusieurs accidents vasculaires cérébraux et des complications relatives à une opération à cœur ouvert. La détérioration générale de son état de santé conduit les médecins à le placer dans un coma artificiel. Jean-Pierre Pernaut meurt le 2 mars 2022, à l'âge de 71 ans,.

### Obsèques

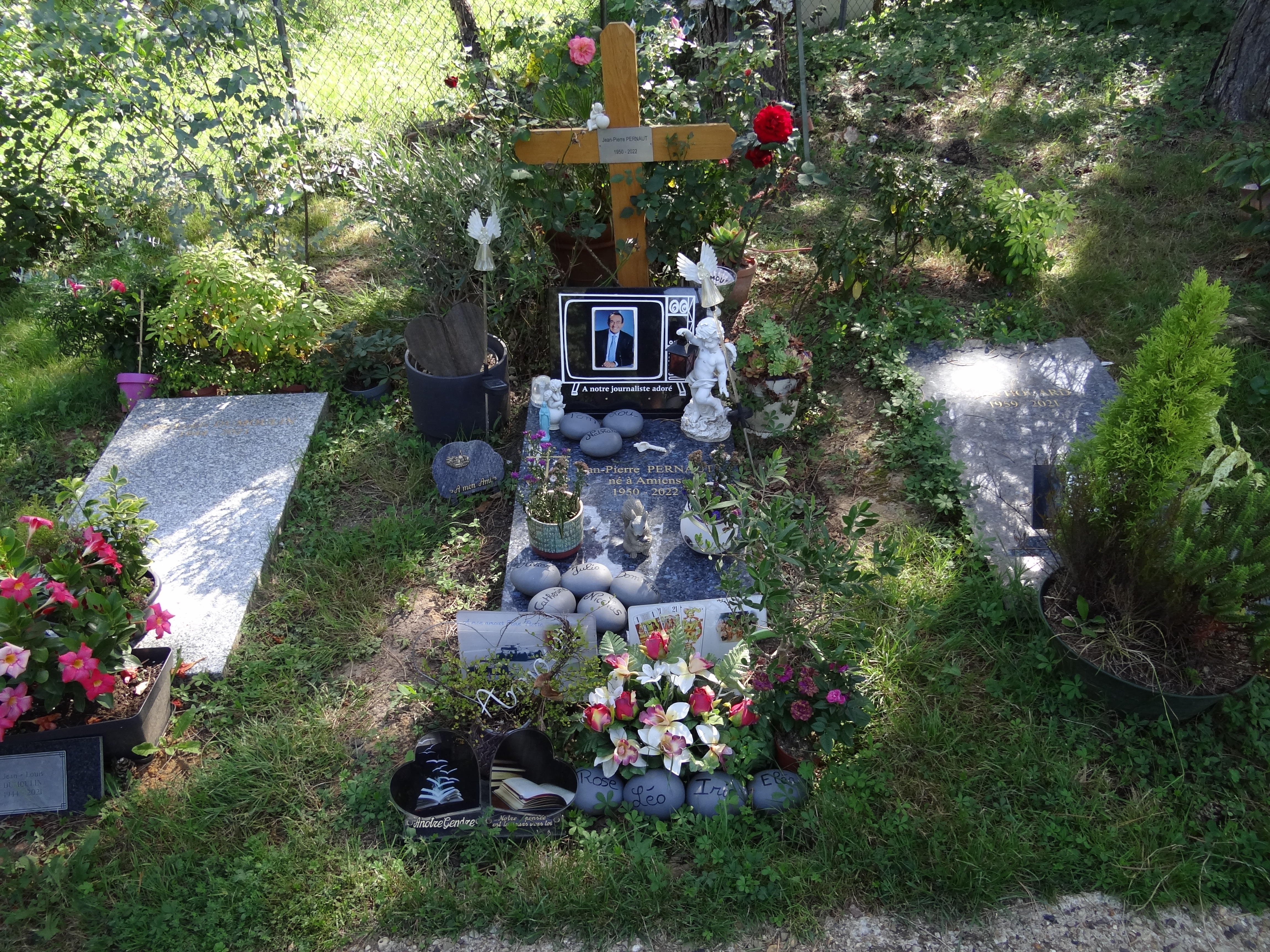
La tombe de Jean-Pierre Pernaut au cimetière des Arches de Louveciennes (Yvelines).

Les obsèques de Jean-Pierre Pernaut sont célébrées le 9 mars 2022 à 11 heures à la basilique Sainte-Clotilde de Paris, par l’abbé Alain de La Morandais, qui avait célébré son mariage avec Nathalie Marquay quinze ans plus tôt. De nombreux badauds, des anciens collègues (Claire Chazal, Jean-Claude Narcy, Patrick Poivre d'Arvor), ainsi que des personnalités de la télévision (Laurent Delahousse, Karine Le Marchand, Cyril Hanouna) et de la politique (Nicolas Sarkozy, Brigitte Macron, Valérie Pécresse) assistent à la cérémonie. Jean-Pierre Pernaut est inhumé au cimetière de Louveciennes, ville où il résidait avec sa dernière épouse et leurs deux enfants.

### Hommages
De nombreuses personnalités lui rendent hommage, notamment via Twitter, qu'elles soient médiatiques : Jean-Pierre Foucault, Arthur, Laurence Ferrari, Stéphane Bern, Camille Combal, Denis Brogniart, Nikos Aliagas ; ou politiques : Jean Castex, Premier ministre, écrit : « Pas un hameau de notre pays ne lui était inconnu. Pas une tradition de nos terroirs ne lui était étrangère. La France des territoires perd cette voix familière et ce visage rassurant qui parlait si bien d'elle et savait si bien lui parler. Jean-Pierre Pernaut nous manque déjà ». Emmanuel Macron, président de la République : « Jean-Pierre Pernaut a habité le cœur de nos foyers. Durant trente ans, il a donné rendez-vous à 13 h aux Françaises et aux Français pour leur transmettre les dernières informations, mais aussi sa passion de la France, de nos régions, de notre patrimoine. Nous ne l'oublierons pas ». Gilles Pélisson, PDG du groupe TF1 déclare : « C'est une immense tristesse. C'était un journaliste extraordinaire qui a marqué cette maison. […] Il avait donné une image de JT de 13 Heures assez unique en omettant la politique. […] Il avait une passion pour la province qui l'animait. C'était un homme du Nord. On se retrouvait tous dans les journaux de Jean-Pierre. Tous les Français pensaient qu'il y avait un petit bout de France proche de chez eux que Jean-Pierre aimait ».
Le 2 mars 2022, sur TF1, après une édition spéciale consacrée au conflit russo-ukrainien, la chaîne poursuit ce programme avec un hommage à Jean-Pierre Pernaut. À la suite duquel, en lieu et place de Grey's Anatomy, est rediffusé le documentaire Jean-Pierre Pernaut, une histoire de la télévision française, réalisé par Michel Izard, diffusé pour la première fois le 18 décembre 2020, après son dernier journal. Sur C8, deux documentaires sont proposés en rediffusion : Jean-Pierre Pernaut : 50 ans dans le cœur des Français, puis Jean-Pierre Pernaut, la vie d'après,.
La halle du marché d'Abbeville est renommée par décision du conseil municipal « Halle Jean-Pierre Pernaut », l'inauguré en date du 24 septembre 2022.
L'office de tourisme d'Amiens porte son nom depuis le 18 mars 2023.
Le plateau où se déroulent les journaux de 13 heures et de 20 heures de TF1 porte son nom depuis le 3 juillet 2023.
Une halle nommée « Halle Jean-Pierre Pernaut », a été inaugurée à Quevauvillers, village de la Somme où il a passé son enfance, le 1er mars 2025, soit la veille du troisième anniversaire de sa disparition.

## Carrière professionnelle

### Débuts

#### Première apparition à la télévision
Le 8 août 1972, à 22 ans, Jean-Pierre Pernaut fait sa première apparition à la télévision dans Nord Picardie Actualités. Il est dépêché à Bohain-en-Vermandois dans l'Aisne pour couvrir un reportage sur le sauvetage d'un enfant de 11 ans, Sylvain Delhaye, tombé dans un puits[réf. nécessaire].

#### Presse et premiers journaux télévisés
Diplômé de l'école supérieure de journalisme de Lille en 1975, il fait son premier stage en journalisme dans le quotidien régional Le Courrier picard. Il débute à la rédaction régionale Picardie de l'ORTF où il présente le journal régional. C'est là qu'il est amené à couvrir successivement deux catastrophes se produisant dans la région : celle de l'accident ferroviaire de l'effondrement du tunnel de Vierzy dans l'Aisne en 1972 puis celle l'accident aérien du vol Turkish Airlines 981 à Ermenonville dans l'Oise en 1974. Pour cette dernière, son équipe est la première arrivée sur le lieu du drame et lui vaut son premier reportage diffusé au niveau national.

#### Arrivée sur TF1
Entré à TF1 le 6 janvier 1975, jour de la création de la chaîne, il présente le journal de 20 heures jusqu'en 1978. Coprésentateur du journal de 13 heures de TF1 aux côtés d'Yves Mourousi de 1978 à 1980, il est nommé grand reporter au service économique de 1980 à 1982.
Il est également chef adjoint du service reportages de TF1 et rédacteur en chef de plusieurs émissions comme Le rendez-vous d'Annick ou le présentateur du journal des vacances durant les étés 1982 et 1983, et de Transcontinental de 1985 à 1986.
Pendant l'été 1987, il présente le journal de 20 heures de TF1.

### Titulaire duJournal de 13 heuresde TF1

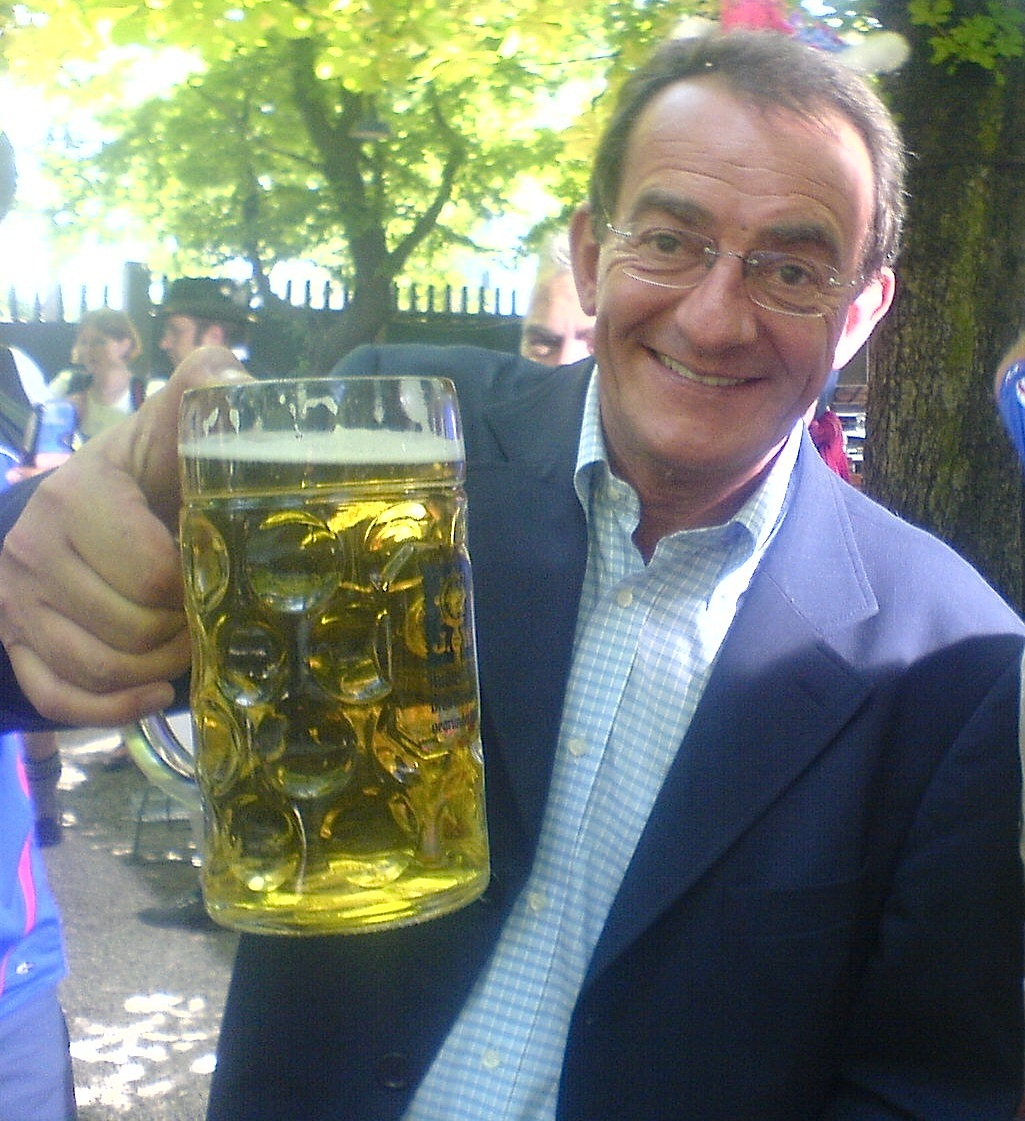
Jean-Pierre Pernaut dans un Biergarten de Munich en 2006.

#### Réorientation du programme
En 1987, Francis Bouygues, après son acquisition, devient président de TF1. L'un de ses projets est de transformer le journal de 13 heures, alors tenu par Yves Mourousi (hostile à la privatisation de la chaîne) et Marie-Laure Augry. Ces derniers sont remplacés par la direction et Jean-Pierre Pernaut prend leur suite le 22 février 1988 et est responsable du journal à partir de cette date. Ce changement de présentation est perçu comme un moyen de réaffirmer le pouvoir de la direction sur sa propre rédaction,. Il s'accompagne d'un recentrage sur les régions, pour concurrencer France Régions 3 qui profite alors très bien de ses décrochages en région.
Dans son livre Pour tout vous dire, Jean-Pierre Pernaut explique les changements qu'il opére pour rendre le journal de 13 heures plus populaire, notamment à l'aide de correspondants dans les régions, une première à l'époque dans les journaux télévisés en France. Fin 2020, ce réseau de correspondants en régions est composé de 19 bureaux et 150 journalistes, la plupart en partenariat avec les grands titres de la presse quotidienne régionale.
En 1988, il devient directeur adjoint de l'information.

#### Audiences et popularité du journal
Cette orientation se révèle fructueuse, puisque les scores d'audience du journal sont meilleurs que ceux des autres chaînes, et contribue à la popularité du journaliste : celui-ci devient même un personnage important de roman dans La Carte et le Territoire de Michel Houellebecq, il fait l'objet d'une chanson du groupe Sexy Sushi, et est cité (en rapport à l’orientation régionale et rurale de son JT : voir plus bas) dans le titre Marly-Gomont. Jean-Pierre Pernaut est régulièrement sur le podium du sondage mensuel TV Magazine depuis sa création, figure parmi les « 50 personnalités françaises qui comptent » dans le sondage bi-annuel du Journal du dimanche.
Son journal est suivi chaque jour par six à sept millions de personnes. C'est un record européen à la mi-journée, avec une part d'audience d'environ 45 % (Médiamétrie)[réf. nécessaire]. Jean-Pierre Pernaut présente le journal de 13 heures pendant 30 ans, ce qui représente un record en Europe. TF1 lui rend hommage pour les 25 ans le 22 février 2013, en diffusant un reportage qui retrace ce quart de siècle au JT, ainsi que le 22 février 2018 pour ses 30 ans de 13H, où un JT entier lui est consacré, avec des invités et l'équipe TF1. En 2024, il a assuré 32 ans de présentation de JT au cours de sa carrière, soit un total d'au moins 8 000 journaux télévisés.
Selon une étude Médiamétrie de 2005, le téléspectateur type du 13 h de TF1 est une femme (57 % de l’audience contre 43 % pour un homme), de 65 ans et plus (41,5 % de l’audience), inactive (58,8 % de l’audience), vivant dans une commune rurale (33,8 % de l’audience), de l’ouest de la France (17,1 % de l’audience). Un record datant de janvier 2012 est battu le 11 novembre 2013 avec 8,1 millions de téléspectateurs (44,6 % de part d'audience - 4 ans+ Médiamétrie). Un nouveau record de part d'audience est battu en 2014, le 17 mars, avec 47,6 % (médiamétrie individus de quatre ans et plus).

#### Orientation vers l'actualité nationale et régionale
Jean-Pierre Pernaut a donc fait le choix, payant en termes d'audience, d'orienter le journal de 13h de TF1 vers un portrait de la France « en région », ou vers ce que Catherine Clément (auteur d'un rapport sur la place de la culture à la télévision) appelle « l'exploration systématique du matériel français ». Pour résumer, il déclare : « J'en avais ras-le-bol de n'entendre parler de la neige que lorsqu'il tombait trois flocons sur le pont de l'Alma ».
Après avoir appris que, chaque jour, dix villages français voient leurs derniers commerces fermer, il lance la rubrique SOS Villages. Il crée également une rubrique consacrée au patrimoine, considérée comme l'un des moments importants du 13H. Son journal est organisé en trois temps entre la météo, l'actualité et les magazines.
Ce choix dicte le conducteur du journal, qui ne commence que très rarement par une information d'ordre international, hors circonstances exceptionnelles. Comme il le déclare à l'hebdomadaire Télérama en 1998 : « Le journal de 13 h est le journal des Français, qui s'adresse en priorité aux Français et qui donne de l'information en priorité française. Vous voulez des nouvelles sur le Venezuela ? Regardez la chaîne vénézuélienne. Sur le Soudan ? Regardez les chaînes africaines ».[source insuffisante]
Sauf événement grave et/ou exceptionnel, comme un attentat ou décès d'une célébrité, la météo fait donc tous les jours le premier titre du journal. L'ouverture peut être également consacrée à des événements « anodins », communément appelés des marronniers, comme la floraison des amandiers sur la Côte d'Azur, en mars 2010.
Il lui est reproché par quelques-uns de toujours traiter les mêmes sujets, et de respecter le même fil conducteur depuis des années. Le journal Libération évoque ainsi des « obsessions déclinées à longueur de 13 heures : le prix du fioul (qui augmente), les grèves (qui déclenchent des « galères pour des millions d’usagers »), la grippe (et son évolution suivie jour après jour), la météo (qui ouvre systématiquement le journal) ». Jean-Pierre Pernaut assume cette orientation du journal en déclarant :

« Il faut savoir à qui l’on s’adresse. Nous, nous visons les habitants des petites villes et des villages. Pour cette raison, nous éloignons le journal de l’institutionnel. Quand un gouvernement annonce une augmentation du minimum vieillesse, nous n’allons pas interviewer le ministre, mais les personnes âgées. Notre ambition : la proximité. »

Pour le sociologue Jean-Pierre Le Goff, le succès du 13H de Jean-Pierre Pernaut répond à « la crise d'identité » et à « la panne d'avenir » vécues par les Français, qui préfèreraient par conséquent se réfugier dans une vision idéalisée du village. Il se félicite toutefois que le journaliste donne la parole à la « France périphérique », peu présente dans les médias.
Cette orientation fait l'objet de nombreux commentaires. Raphaël Garrigos et Isabelle Roberts dans Libération moquent ce « JT en sabots crottés révérant les belles régions, les métiers oubliés et la maouche ardéchoise cuisinée comme grand-maman ». Pour le journaliste Jean-Luc Porquet, Pernaut « offre aux téléspectateurs une France de rêve […]. Il rassure, il endort, il calme les inquiétudes » et le fait selon lui consciemment : « il n'est pas le pur benêt de service qu'on croit : il participe sciemment à l'enfumage généralisé ». En 2006, l'ancien ministre de la Recherche Roger-Gérard Schwartzenberg, dans son livre 1788 : essai sur la maldémocratie, voit en Pernaut la manifestation d'une dérive démagogique et dangereuse des médias français. Serge Halimi, dans Le Monde diplomatique, critique son « racolage sécuritaire et son dédain de l’actualité internationale ». Jean-François Lauwens du quotidien Le Soir considère que Jean-Pierre Pernaut débite des « cornichonneries ».
Le journal de Jean-Pierre Pernaut inspire l'émission humoristique Bienvenue au Groland,, diffusée sur Canal+ : le programme y reprend, par la caricature, le principe des reportages de proximité, et se moque d'une tendance « un brin poujadiste » vers lequel peut tendre ce genre de traitement de l'actualité[réf. nécessaire]. Le présentateur de l'émission Bienvenue au Groland ne se prive pas, lors de la présentation des reportages décalés de l'émission, d'énoncer le nom de Jean-Pierre Pernaut, ce qui souligne bien la caricature. Ces critiques sont perçues par Jean-Pierre Pernaut comme la manifestation d'une fracture, culturelle et sociale, voire idéologique, entre Paris et la province : « À Paris, on ne se rend pas compte de l’attachement des gens aux cultures régionales, que l’on assimile à du folklore alors que c’est profond », déclare-t-il en 2008 au quotidien Le Parisien.
Dans son livre Pour tout vous dire (Éditions Michel Lafon), Jean-Pierre Pernaut dénonce sa caricature en évoquant les nombreuses éditions spéciales du 13 heures consacrées à tous les grands événements internationaux qui ont marqué ces 25 dernières années, de la chute du mur de Berlin à l'élection de Barack Obama en passant par les attentats du 11 septembre 2001, la mort de Yasser Arafat, les guerres en Irak, au Kosovo, les révolutions arabes de 2011, etc. Il est, par ailleurs, le premier journaliste de télévision française à pouvoir pénétrer dans la zone interdite de Tchernobyl quatre ans après la catastrophe pour une édition spéciale du JT, en 1990. Vincent Roux, ancien membre du service international de TF1 et de LCI confirme : « L'étranger n'était pas le parent pauvre. Lorsque l'actualité le commandait, il n'hésitait jamais à faire appel à nous ».
En décembre 1993, le journaliste enregistre pour le Crédit lyonnais un JT spécialement commandé par la banque dans le cadre d'un partenariat commercial avec TF1. Pour l'occasion, le studio du journal, des techniciens et journalistes de la chaîne sont mis à contribution.

#### Personnalisation de l'information

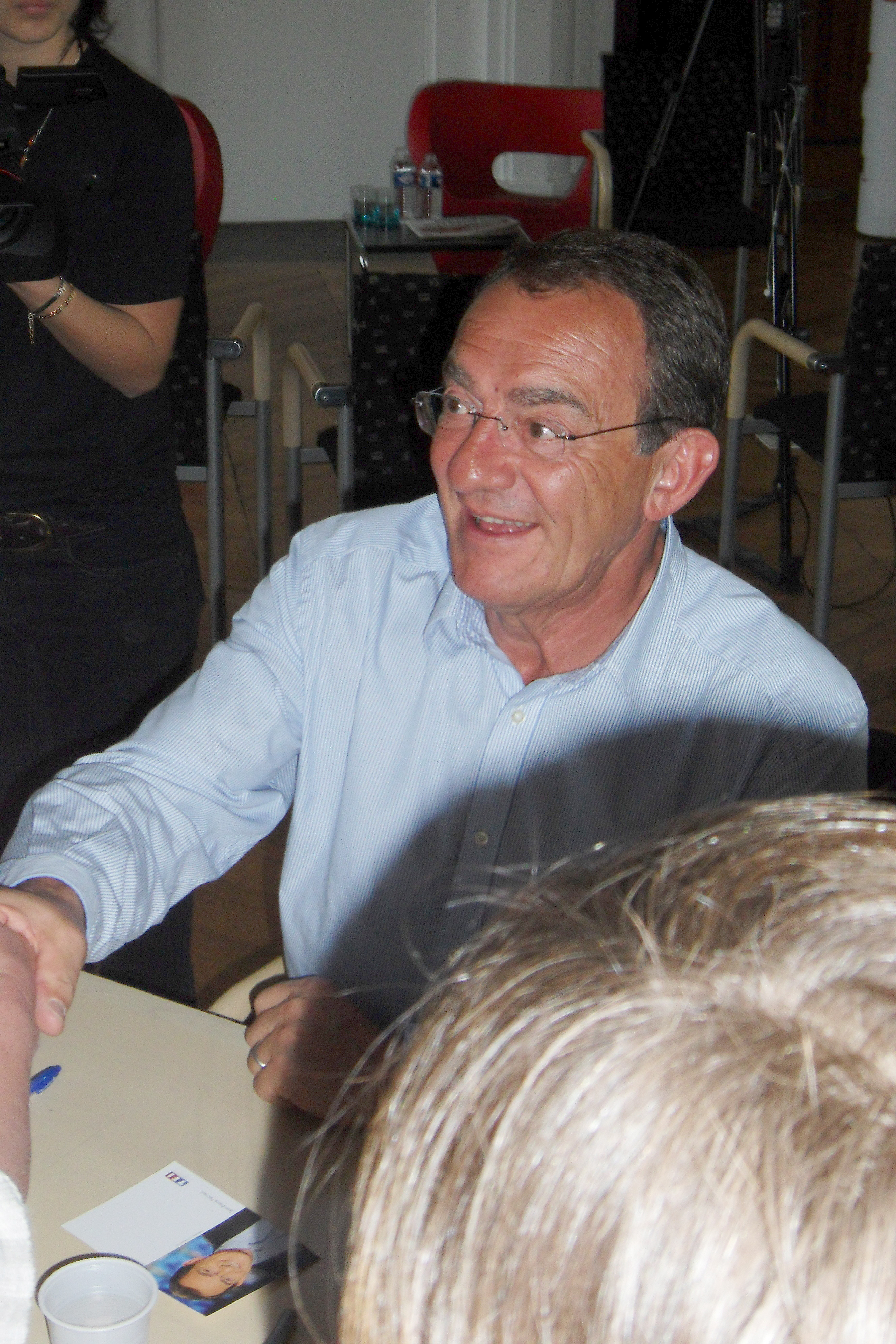
Séance de dédicace au Courrier picard (Amiens, 2011).

La présentation du journal par Jean-Pierre Pernaut s'inscrit selon certains analystes dans une personnalisation et une « théâtralisation » de l'information. Françoise-Marie Morel, rédactrice en chef de l'information de TF1, indique que Jean-Pierre Pernaut est le seul présentateur en France à ne pas utiliser de téléprompteur. Les reportages sont souvent commentés par Jean-Pierre Pernaut, soit par une rapide remarque admirative ou agacée, soit par des expressions d'ordre corporel, ce qui a fait dire à Virginie Spies et à François Jost, sociologues des médias, que « les mimiques [du journaliste] semblent vouloir faire vivre le récit tout autant que le récit lui-même ». Le journaliste n'hésite d'ailleurs pas à conclure certains sujets par quelques réflexions personnelles. Ses prises de position, en cours de journal, sur plusieurs sujets de société (grèves, hausse d'impôts, travail des députés ou comportement de l'équipe de France de football) sont ainsi remarquées par la presse,,.
Cette personnalisation de l'information ne va pas sans créer quelques controverses. En novembre 2007, sa présentation d'un mouvement de manifestations et arrêts de travail déclenche le courroux des grévistes. Son nom est scandé et déformé par des manifestants qui le transforment en « Pernod », allusion à la marque de pastis et au cliché de la « France profonde ». Le journaliste Bruce Toussaint s'en prend également à lui en ces termes : « Le 13 heures est devenu une sorte de reflet de la France assoupie, idéal pour commencer la sieste. Que Pernaut soit de droite, conservateur et réac', ça ne me pose pas de problème. Le souci, c'est qu'il exprime ses opinions dans le JT. Il ferait mieux de nous expliquer pourquoi sa femme a les dents aussi blanches. »,. Il lui est régulièrement reproché de passer sous silence des évènements politiques significatifs, comme la vidéo du ministre de l'Intérieur Brice Hortefeux à l'origine d'une polémique en 2009.
Le 10 novembre 2016, après la diffusion d'un reportage sur les maraudes de la Croix-Rouge, Jean-Pierre Pernaut fait une transition controversée avant une information sur l'ouverture de centres pour migrants en déclarant à l'antenne : « Voilà, plus de place pour les sans-abri, mais en même temps les centres pour migrants continuent à ouvrir partout en France. Ouverture aujourd'hui d'un centre humanitaire pour héberger 400 hommes porte de la Chapelle à Paris, la mairie prévoit 50 à 80 arrivées par jour. Centre très provisoire pour les héberger quelques jours avant de les orienter ailleurs ! ». Ces propos provoquent une réaction de la Ligue internationale contre le racisme et l'antisémitisme et un rappel à l'ordre du Conseil supérieur de l'audiovisuel (CSA), qui estime que la formulation est regrettable car « de nature à sous-entendre que les migrants seraient privilégiés par les autorités publiques par rapport aux personnes sans domicile fixe ».
Pendant la période de confinement national en raison de la pandémie de Covid-19, Jean-Pierre Pernaut est remplacé à la présentation du JT de 13 heures de TF1 par son joker, Jacques Legros. La raison avancée est le risque qu'il encourt par rapport au cancer de la prostate, dont il est victime peu auparavant. Il présente tout de même une partie du journal, intitulée Le 13 Heures à la maison, depuis un studio aménagé à son domicile. Pendant cette période, il critique en plein direct la gestion du confinement par le gouvernement,.
Il interviewe les présidents de la République François Mitterrand et Jacques Chirac dans son journal, puis Nicolas Sarkozy et Emmanuel Macron lors d'émissions spéciales.
À partir des années 1990, il siège au conseil d'administration de TF1 en tant que représentant du personnel CFTC des cadres et des journalistes. Il est réélu pour une période de deux ans en mars 2010 avec 60 % des voix, puis en mars 2012 avec 64 % des voix. En mars 2014, il ne demande pas le renouvellement de ce mandat, pour se consacrer exclusivement à ses fonctions à l'information de TF1.

#### Fin de la présentation
Le 15 septembre 2020, il annonce son retrait de la présentation du journal télévisé en fin d'année. Il est remplacé par Marie-Sophie Lacarrau, journaliste et ancienne présentatrice du Journal de 13 heures de France 2.
Il présente son dernier journal le 18 décembre 2020. Ce jour-là, il est suivi par 8 130 000 téléspectateurs, soit une part d'audience de 59 % de l'ensemble du public, un record depuis août 2007.

### Présentateur de l'émissionCombien ça coûte?
Jean-Pierre Pernaut présente du 2 juillet 1991 au 30 mai 2010 l'émission Combien ça coûte ?, un programme consacré à l'argent et aux gaspillages économiques, créé en remplacement estival de Ciel, mon mardi !,,. Présentée en seconde partie de soirée de 1991 à 1995, puis en première partie de soirée de 1995 à 2008, et enfin en journée durant le week-end de 2008 à 2010. Il a comme coprésentatrice Isabelle Quenin, Laurence Ferrari, Sophie Thalmann, Évelyne Thomas en prime-time, puis Justine Fraioli en 2008-2009 lors des hebdomadaires.
L'émission recevra en 1997 le 7 d'or du meilleur magazine de société. Frôlant à plusieurs reprises les 10 millions de téléspectateurs, Combien ça coûte restera pendant 19 ans l'une des émissions emblématiques du succès de TF1 à cette période et Jean-Pierre Pernaut restera le présentateur de télévision qui présente le plus d'émissions en direct et en prime time.

### Après leJournal de 13 heures

#### Lancement de sa webtélé
Le 18 décembre 2020, alors qu'il présente son dernier Journal de 13 heures, il lance, le jour-même, sa web TV, qu'il nomme Jean-Pierre Pernaut TV.
Développée au sein du groupe TF1, cette chaîne vise à traiter de l'actualité des régions, du patrimoine, de la culture et de l'environnement,,. Il la décrit comme un « Netflix des régions », avec des reportages consacrés aux régions françaises, mais également permettant de voir ou de revoir des archives de son journal, et aussi de mettre en lumière ses opérations spéciales, telles que SOS Villages ou Votre plus beau marché.

#### Émission hebdomadaire sur LCI
À partir du 9 janvier 2021, Jean-Pierre Pernaut anime une émission hebdomadaire d'une heure, intitulée Jean-Pierre et vous et diffusée le samedi (jusqu'au 26 juin 2021) et le vendredi (à partir du 3 septembre 2021) de 13 h 30 à 15 h 00 sur LCI. Il la décrit comme « une émission qui regroupera tout son univers avec des reportages, des coups de cœur mais aussi des coups de gueule ».

## Synthèse des émissions

### Présentateur du journal télévisé
- 1975-1978 : Journal de 23h (TF1) ; il annonce le premier tirage du Loto dans le journal télévisé du 19 mai 1976[90].
- 1978-1980 : Journal de 13 heures (TF1)
- Été 1987 : Journal de 20 heures (TF1)
- 1988-2020 : Journal de 13 heures (TF1)

### Autres programmes

#### Présentation d'émissions
- Étés 1982 et 1983 : Journal des vacances (TF1)
- 1985-1986 : Transcontinental (TF1)
- 1991-2010 : Combien ça coûte ? (TF1), coprésenté successivement avec Isabelle Quenin, Laurence Ferrari, Sophie Thalmann, Évelyne Thomas, Justine Fraioli
- 1991-2000 : Aimer vivre en France : série d'émissions de reportage sur les régions (TF1)
- 31 décembre 1999 : coprésente avec Christophe Dechavanne, Jean-Claude Narcy, Évelyne Dhéliat et Valérie Bénaïm l'émission Millénium pour le passage à l'an 2000.
- 2001 : La France et ses régions, coprésenté avec Évelyne Dhéliat (TF1)
- 2001 : Tout le monde se lève pour David Douillet sur TF1
- 2002 : Salut la France !, coprésenté avec Laurence Boccolini
- 2002 : Jouons avec les régions !, coprésenté avec Sophie Thalmann
- 2002, pendant la Coupe du monde de football : Tous ensemble, coprésenté avec Flavie Flament, Vincent Hardy, avec la participation de Jean-Pascal Lacoste
- Février 2006 : Les 60 images qui ont marqué les Français, coprésenté avec Carole Rousseau (TF1)
- Janvier 2007 : 2006 : Les images qui ont marqué les Français, coprésenté avec Carole Rousseau (TF1)
- 2007- 2009 : Le Monde à l'envers, d'abord coprésenté avec Églantine Éméyé puis avec Émilie Mazoyer (TF1)
- 2010-2011 : Paroles de Français : interview du président de la République Nicolas Sarkozy par des Français de tous âges et de toutes conditions (TF1). Première émission le 25 janvier 2010, Nicolas Sarkozy interviewé par 11 Français ; deuxième émission le 10 février 2011, interviewé par 9 Français.
- 27 octobre 2011 : En direct de L'Élysée : face à la crise (TF1) : il interviewe, avec Yves Calvi, le président de la République Nicolas Sarkozy sur TF1 et France 2[91].
- 2016 : Au cœur des régions (LCI).
- 6 décembre et 9 décembre 2017 : présentation des éditions spéciales de TF1 sur la mort et les obsèques de Johnny Hallyday.
- 2018-2019 : 14 Juillet : le défilé, coprésenté avec Anne-Claire Coudray et Gilles Bouleau (TF1).
- 2021 : Jean-Pierre et vous (Jean-Pierre et vous dès le mois de mai) (LCI)
- 2021 : Ma région, mon action, chaque dimanche à 19 h 50 sur TF1.

#### Participations
- Il joue plusieurs fois en duo dans des prime-time de Qui veut gagner des millions ? spécial associations.
- Il participe, le 14 juillet 2012, à l'émission Le Bal des 12 Coups !, présentée par Jean-Luc Reichmann.
- Membre du jury de l'élection de Miss France 2014, le 7 décembre 2013, en direct sur TF1.
- Il participe, le 24 décembre 2014 à l'occasion de Noël à l'émission spéciale des Douze Coups de midi, présentée par Jean-Luc Reichmann : les 12 Coups de Noël.
- Il participe avec sa femme Nathalie Marquay, le 14 février 2020, à l'occasion de la Saint-Valentin, à l'émission spéciale des Douze Coups de midi, présentée par Jean-Luc Reichmann et intitulée les Douze Coups de Cœurs.
- Le 11 décembre 2021, il est président du jury de l'élection de Miss France 2022 se déroulant au Zénith de Caen.

### Filmographie
Jean-Pierre Pernaut apparaît la plupart du temps dans son propre rôle dans des films, téléfilms ou séries.
- 1978 : Le Mutant (série) : journaliste télé
- 1991 : Voices That Care : apparition dans le clip
- 1993 : Les Grandes Marées : présentateur du journal
- 1994 : Commissaire Moulin, épisode Le récidiviste
- 2010 : Le Pigeon (téléfilm) : apparition
- 2011 : Julie Lescaut, épisode La mariée du Pont-Neuf : présentateur télé
- 2013 : Nos chers voisins : rôle de Jeannot, un ancien collègue cheminot de M. Lambert, alias Martin Lamotte.
- 2016 : Joséphine s'arrondit : apparition
- 2018 : Les Tuche 3 : apparition
- 2022 : Ils s'aiment… enfin presque ! : rôle de Gérard, le meilleur ami d'Alain, alias Arnaud Ducret (diffusion posthume).

## Distinctions
- 1997, 1999, 2001 et 2003 : 7 d'or du meilleur présentateur de journal télévision.
- 2020 : « personnalité préférée des Français » (TV Magazine)[92],[93].

## Décorations
- Chevalier de la Légion d'honneur (décret du 13 juillet 2021)[94]
- Officier de l'ordre national du Mérite (décret du 14 novembre 2002) ; décoré le 4 février 2004[95] ; Chevalier (1990)[96]

## Autres activités
Jean-Pierre Pernaut est enseignant en communication à l'IUT d'Amiens en 1980-1981[réf. nécessaire].

### Théâtre
Il est le coauteur de la pièce de théâtre Piège à Matignon avec Nathalie Marquay et Jean-Claude Islert. Prévue initialement en octobre 2011, la première représentation de ce vaudeville se tient au théâtre du Gymnase, le 17 février 2012. La pièce est reprise au théâtre Daunou jusqu'en juin 2012. Piège à Matignon, écrit mi-2010, raconte de manière humoristique l'impact des rumeurs propagées par Internet sur la vie privée et publique d'un homme politique. Mise en scène par Éric Civanyan, la pièce est interprétée par Nathalie Marquay, Stéphane Slima, Éric Le Roch, Philippe Bardy et Gladys Cohen puis Marie-Laure Descoureaux.
Après le décès de Stéphane Slima en août 2012, Piège à Matignon entame une tournée dans les régions en janvier 2013 (jusqu'en juin 2013) avec Nathalie Marquay, Michel Scotto di Carlo, Olivier Pagès, Marie-Laure Descoureaux et Sébastien Chartier. Une deuxième tournée, mise en scène par Alain Cerrer, est lancée en septembre 2013 avec Philippe Risoli. La pièce, constamment actualisée, entame une troisième tournée durant les saisons 2014-2015-2016, sur une nouvelle mise en scène de Nathalie Marquay avec elle-même, Philippe Risoli, Marie-Laure Descoureaux, Cyril Aubin et Jean Lenoir.
En 2016, il coécrit avec son épouse Nathalie et l'auteur et comédien Éric Le Roch, Régime présidentiel, la suite de Piège à Matignon, dans laquelle jouent notamment Philippe Risoli, Nathalie Marquay, Andy Coq et Marie-Laure Descoureaux. La tournée débute en septembre 2017 et s'acheve en juin 2019.

### Sport
Il pratique le hockey sur gazon pendant quinze ans. Avec son club de l’Amiens Sporting Club, il est sacré trois fois champion de France dans les années 1965-1970.
Avec son épouse et son fils Olivier, il participe à partir de 2003 à des compétitions automobiles : Fun cup et Trophée Andros, sur glace aux côtés d'Alain Prost. Il remporte la super-finale de ce Trophée en 2007-2008, et termine 4e de la série « Élite » en 2007-2008. En 2013-2014, il effectue sa 10e saison avec 9 podiums en catégorie « indépendants ». Il termine la saison 3e de cette catégorie.

## Publications
Jean-Pierre Pernaut est l'auteur de plusieurs ouvrages, parfois inspirés de ses activités télévisuelles.
- 1998 : L'Argent par les fenêtres, TF1 Éditions
- 2004 : Les Magnifiques Métiers de l'artisanat, tome 1, éditions Michel Lafon
- 2005 : Les Magnifiques Métiers de l'artisanat, tome 2, éditions Michel Lafon
- 2006 : Pour tout vous dire…, éditions Michel Lafon
- 2006 : Au cœur de nos régions, éditions Michel Lafon
- 2006 : préface de Connaissez-vous la France ?, éditions Marabout Hachette
- 2007 : La France des saveurs, éditions Michel Lafon
- 2008 : La France en fêtes, éditions Michel Lafon
- 2009 : Combien ça coûte, éditions Albin Michel
- 2010 à 2021 : L’Almanach des régions, éditions Michel Lafon
- 2013 : préface de Manufrance, éditions Michel Lafon
- 2021 : 33 ans avec vous, éditions Michel Lafon, (ISBN 978-2749945873)

### Documentaires télévisés
- « Jean-Pierre Pernaut, une histoire de la télévision… française », de Michel Izard, Thierry Gippet et Bertrand Lachat, diffusé le 18 décembre 2020 sur TF1.
- « Jean-Pierre Pernaut : 50 ans dans le cœur des Français », de Guillaume Genton, Thibault Gitton et Guillaume Garnier, diffusé le 18 décembre 2020 sur C8.